# Портрет Иоганна Фридриха Саксонского (картина Тициана)
«Портрет Иоганна Фридриха Саксонского» (итал. Ritratto di Giovanni Federico I, elettore di Sassonia) — картина итальянского живописца Тициана (1490—1576), представителя венецианской школы. Создана примерно в 1550-1551 годах. Хранится в коллекции Музея истории искусств в Вене (инв. № GG100).
Картина была приобретена эрцгерцогом Леопольдом Вильгельмом Австрийским (1614—1662) для своей коллекции.
На полотне изображен курфюрст Саксонии Иоганн Фридрих Великодушный (1503—1554), противник императора в Шмалькальденской войне, взятый в плен Карлом V в сражении под Мюльбергом в 1547 году. Тициан написал его портрет во время его заключения в Аугсбурге.
Замечательный прием Тициана — изображаемый человек не помещается в рамки картины. Таким образом, художник демонстрирует во всей неприступности, гордости, погруженного в темные размышления человека, у которого отобрали свободу.